# Mistrzostwa Świata w Kolarstwie Torowym 1957
54. Mistrzostwa Świata w Kolarstwie Torowym 1957 odbyły się w belgijskim Liège. Rozegrano pięć konkurencji: sprint zawodowców i amatorów, wyścig na dochodzenie zawodowców i amatorów oraz wyścig ze startu zatrzymanego zawodowców.

## Medaliści

### Mężczyźni
| Konkurencja                                   | Złoto           | Srebro            | Brąz                 |
| --------------------------------------------- | --------------- | ----------------- | -------------------- |
| Sprint indywidualny amatorów                  | Michel Rousseau | Guglielmo Pesenti | Valentino Gasparella |
| Wyścig indywidualny na dochodzenie amatorów   | Carlo Simonigh  | Franco Gandini    | Ab Geldermans        |
| Sprint indywidualny zawodowców                | Jan Derksen     | Arie van Vliet    | Roger Gaignard       |
| Wyścig indywidualny na dochodzenie zawodowców | Roger Rivière   | Albert Bouvet     | Guido Messina        |
| Wyścig ze startu zatrzymanego zawodowców      | Paul Depaepe    | Walter Bucher     | Graeme French        |

## Klasyfikacja medalowa
| Miejsce | Państwo    |   |   |   | Razem |
| ------- | ---------- | - | - | - | ----- |
| 1.      | Francja    | 2 | 1 | 1 | 4     |
| 2.      | Włochy     | 1 | 2 | 2 | 5     |
| 3.      | Holandia   | 1 | 1 | 1 | 3     |
| 4.      | Belgia     | 1 | 0 | 0 | 1     |
| 5.      | Szwajcaria | 0 | 1 | 0 | 1     |
| 6.      | Australia  | 0 | 0 | 1 | 1     |